# Amblyiulus domesticus
Amblyiulus domesticus är en mångfotingart som beskrevs av Carl Graf Attems 1926. Amblyiulus domesticus ingår i släktet Amblyiulus och familjen kejsardubbelfotingar. Inga underarter finns listade i Catalogue of Life.